# مؤسسه آی‌جی‌اچ
مؤسسه آی‌جی‌اچ (انگلیسی: Institut IGH) شرکت ساخت‌وساز کروات است، که در سال ۱۹۴۹ تأسیس شد.